# Mugadthi, Hosanagara
Mugadthi là một làng thuộc tehsil Hosanagara, huyện Shimoga, bang Karnataka, Ấn Độ.